# Lycaena caeca
Lycaena caeca är en fjärilsart som beskrevs av Courvoisier 1912. Lycaena caeca ingår i släktet Lycaena och familjen juvelvingar. Inga underarter finns listade i Catalogue of Life.